# Longiano
Longiano és un municipi situat al territori de la província de Forlì-Cesena, a la regió de l'Emília-Romanya, (Itàlia).
Longiano limita amb els municipis de Borghi, Cesena, Gambettola, Gatteo, Montiano, Roncofreddo, Santarcangelo di Romagna i Savignano sul Rubicone.